# کنوانسیون برن (۱۹۰۶)
کنوانسیون برن (به‌طور رسمی، کنوانسیون بین‌المللی در مورد ممنوعیت استفاده از فسفر سفید (زرد) در ساخت کبریت (فرانسوی: Convention internationale sur l'interdiction de l'emploi du phosphore blanc (jaune) dans l'industrie des allumettes‎ از سال ۱۹۰۶ یک معاهده چند جانبه است که در برن سوئیس مورد مذاکره قرار گرفت که استفاده از فسفر سفید در ساخت کبریت را ممنوع می‌کند. این معاهده همچنین واردات و فروش این گونه کبریت‌ها را ممنوع کرده است.
پس‌زمینه این معاهده، مشکلات پزشکی گسترده‌ای مانند فک‌های فوسی کارگران در تولید کبریت بود. این معاهده در ۲۶ سپتامبر ۱۹۰۶ منعقد شد و در ۱ ژانویه ۱۹۱۲ لازم الاجرا شد. همچنین این کنوانسیون برای ۴۸ کشور به قوت خود باقی است. سوئیس امین معاهده است.
در سال ۱۹۲۵، ادوارد جی فیلان، مدیر کل آینده سازمان بین‌المللی کار، اظهار داشت که تأسیس سازمان بین‌المللی کار «به یک معنا ممکن است به کنوانسیون برن ۱۹۰۶ ردیابی شود»، تا حدی در نتیجه لابی‌گری انجمن بین‌المللی کار. قانون گذاری.

## یادداشت
1. ↑  International Labour Office (2009). Edward Phelan and the ILO: the life and views of an international social actor. Geneva: International Labour Office. p. 17. ISBN 978-92-2-121983-5.